# Gläns över sjö och strand
"Gläns över sjö och strand" (eller "Betlehems stjärna") är en dikt från 1891 av Viktor Rydberg som har tonsatts av Alice Tegnér 1893 och blivit en populär julvisa. Dikten ingår i romanen Vapensmeden, där den saknar namn.  

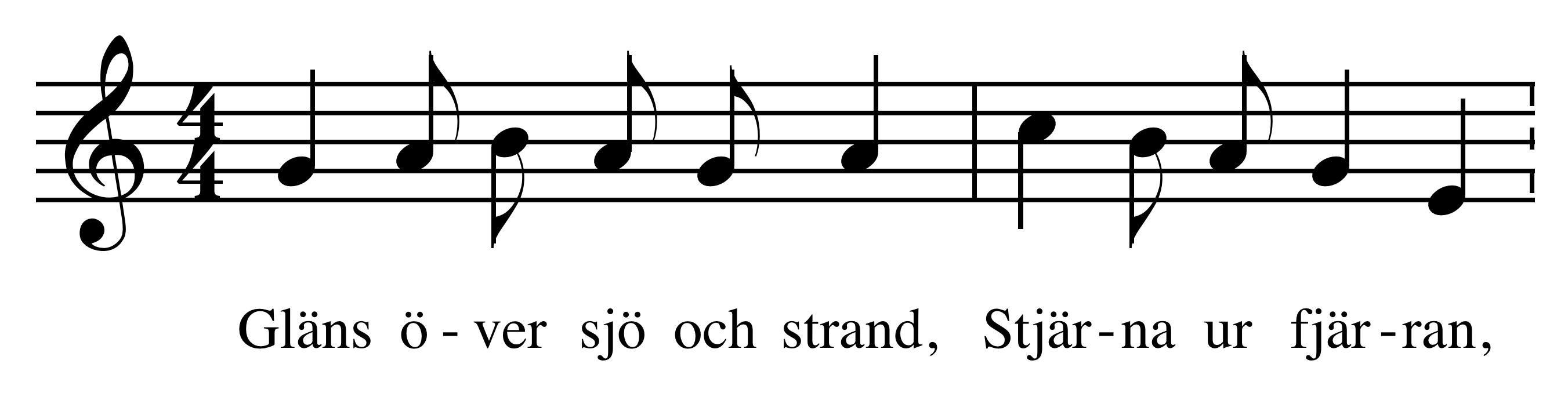
De första takterna av Oskar Lindbergs tonsättning.

Titeln "Betlehems stjärna" förekommer först som rubrik till Tegnérs tonsättning och har sedan följt med texten i flera andra tonsättningar. Den alternativa titeln "Gläns över sjö och strand" kommer från diktens första rad. 
De olika tonsättningarna finns i flera hundra inspelningar och återfinns på Svensk mediedatabas.
Gläns öfver sjö och strand,

stjärna ur fjärran,

du, som i Österland,

tändes af Herran!

Barnen och herdarne

följa dig gärna,

Betlehems stjärna.

— inledningen av dikten.

## Dikt
Texten till "Gläns över sjö och strand" förekommer i romanen Vapensmeden, i kapitlet "På mäster Gudmunds brygga". Vapensmeden är Viktor Rydbergs sista roman från 1891. I romanen sjungs dikten av Margit, vapensmeden Gudmunds dotter, och hon ackompanjerar sig själv på harpa. Margit befinner sig en ”förtrollande vacker sommarkväll” i en båt på Vättern tillsammans med sin far, harpolekaren Svante och dennes son Gunnar. Gudmund sitter vid rodret, Svante vid årorna och Margit och Gunnar på förtoften. I romanen saknar dikten titel.
Rydberg skriver:
| ” | – Nu, Svante, lägga vi från bryggan, och om Margit tycker som jag, ro vi först ett stycke rakt ut i sjön, hvila där på årorna och se oss omkring; ty här är förunderligt däjligt, och sedan fortsätta vi åt Sankt Görans kapell. Vättern var i dag så klar och stämde så in himmelsfärgen, att, om icke en vindkåre då och då dragit silfvergrått vattrade band öfver sjöns yta, och om icke guldstänk blänkt kring jullens årblad, så kunde en åskådare å stranden tyckt, att den hade sin väg i luften. Svante hade icke rott långt, då Margit, som var hans lärjunge i strängaspel och kunde många visor, som han diktat, förde händerna öfver harpan och sjöng i takt med de svala, friska suckarne af vattnet framför jullens bog. | „ |

— inledningen av dikten.
Rydberg baserar innehållet i dikten i huvudsak på berättelsen om Betlehems stjärna och Jesu födelse så som det beskrivs i Matteusevangeliet 2:1–12  och i Lukasevangeliet 2:1–20. I tredje strofen låter Rydberg stjärnan visa vägen genom jordelivet till det första hemmet, en romantisk symbolik som påminner om slutstroferna i Johan Olof Wallins dikt  Hemsjukan.

## Musik
Alice Tegnér

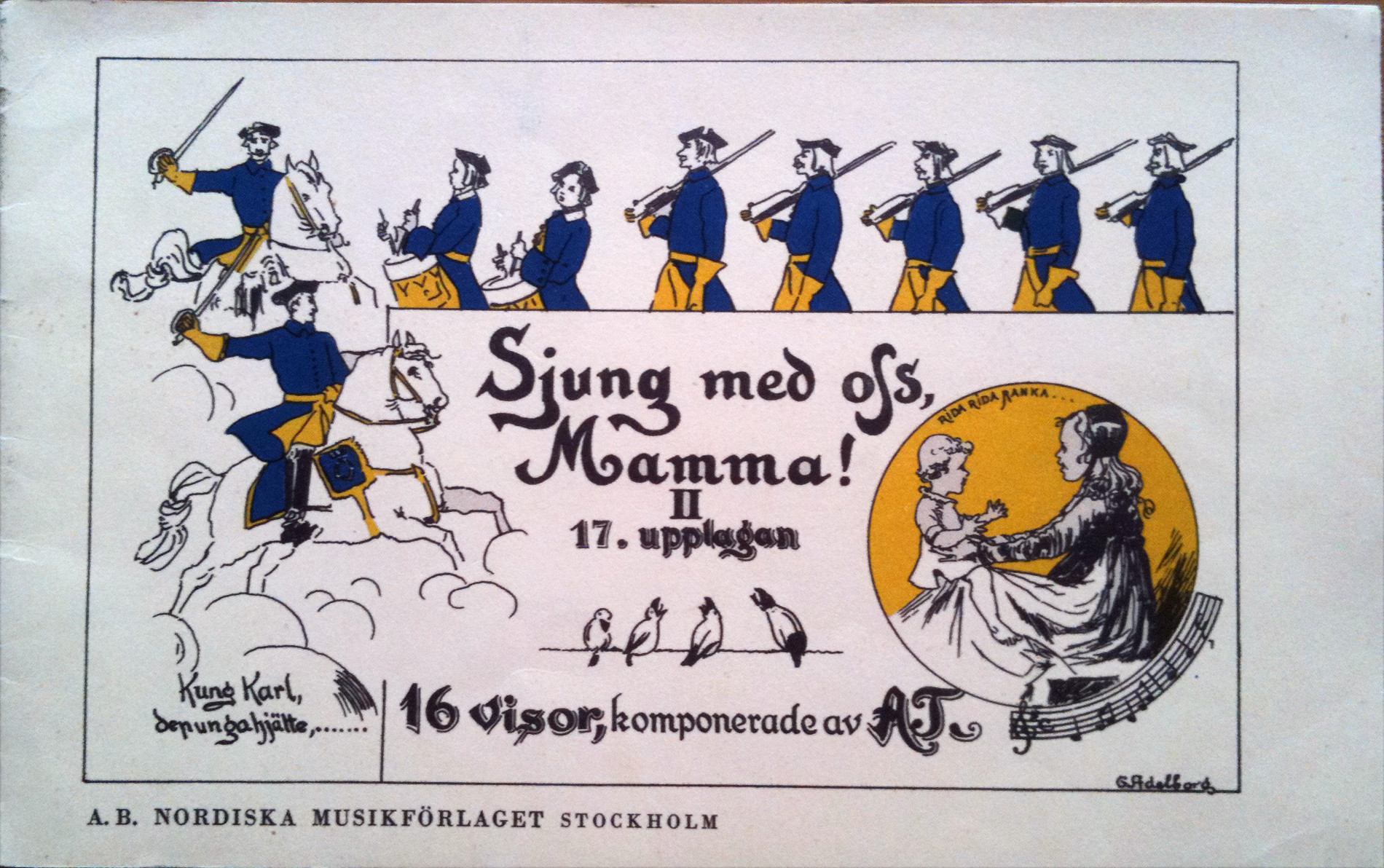
Omslaget till häfte två av "Sjung med oss, Mamma!" där Tegnérs sång publicerades första gången.

Dikten tonsattes av Alice Tegnér för sång och piano (4/4-takt, Ass-dur) och publicerades 1893 med rubriken Betlehems stjärna i Sjung med oss, mamma!, häfte 2. Alice Tegnérs melodi publicerades (transponerad till G-dur) som nummer 134 under rubriken Trettondedag jul i 1986 års svenska psalmbok. Tegnérs tonsättning torde vara den mest sjungna.
Den text som Alice Tegnér publicerade 1893 kom också att ligga till grund för psalmtexten i den svenska psalmboken. Den skiljer sig från Rydbergs originaltext, för att passa till melodin. Psalmtexten publicerades först i Nya psalmer 1921 och därefter i 1937 års psalmbok, båda publiceringarna med Ivar Widéens koralmelodi.
Tegnér berättar att när sången första gången skulle sjungas för Viktor Rydberg, som liksom familjen Tegnér var bosatt på Djursholm, samt inspektor vid skolan på Djursholm, var hon ”orimligt nervös” eftersom hon ändrat i texten. När hon efter framförandet frågade Rydberg om han tagit illa upp av hennes ändringar, svarade han: ”Kära fru Tegnér, ändra hur mycket ni vill. Nu förstår jag att en dikt blir aldrig folkets egendom, förrän den sjunges.”
Vid Viktor Rydbergs bortgång samlades ett sjuttiotal elever vid Djursholms läroverk utanför Rydbergs Villa Ekeliden, där de framförde Tegnérs tonsättning.
Ivar Widéen
Ivar Widéen tonsatte texten (3/4-takt, dorisk skala) 1916 och sången publicerades först i 1917 års koralboksförslag och senare som nr 623 i Nya psalmer 1921 och därefter som nr 517 under rubriken "Barn" i 1937 års svenska psalmbok.[Ex. 1]
Hugo Hammarström
Hugo Hammarström har gjort en tonsättning (4/4-takt, F-dur) för 6-stämmig blandad kör a cappella.
Oskar Lindberg
Oskar Lindberg tonsatte texten (4/4-takt, C-dur) 1938 och den publicerades i nyutgåvan 1972 av 1937 års psalmbok som nr 517b[Ex. 2] och den gavs också ut för två röster och piano på Elkan & Schildknecht 1952.
Carl Godin
År 1952 gav Gehrmans förlag ut en tonsättning för blandad kör av Carl Godin.
Gabriella Gullin
Texten har tolkats av Gabriella Gullin i en tonsättning för blandad kör 1992, utgiven på Gehrmans förlag 1995.
Candlemass
Det svenska doom metal-bandet Candlemass tolkar inledningstakterna som ett gitarrsolo i låten Black Stone Wielder på deras debutalbum Epicus Doomicus Metallicus, utgivet 1986.

## Musikexempel

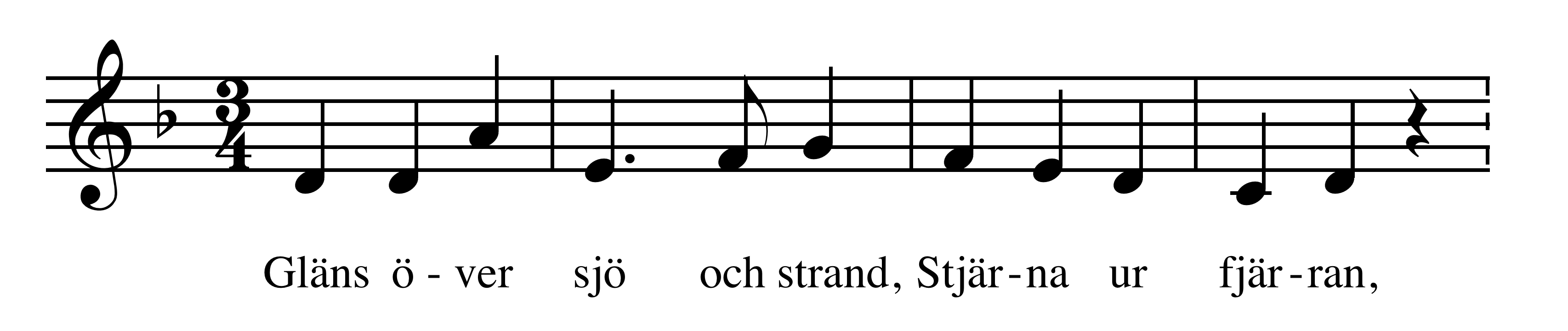
De första takterna av Ivar Widéens tonsättning.

- Ex. 1  De första takterna av Ivar Widéens tonsättning.  Lyssna! (fil)
- Ex. 2  De första takterna av Oskar Lindbergs tonsättning.  Lyssna! (fil)

## Publikationer
- Hela familjens psalmbok 2013 som nummer 78 under rubriken "Hela året runt".[23]